# Ocyptamus lucretia
Ocyptamus lucretia är en tvåvingeart som först beskrevs av Hull 1949.  Ocyptamus lucretia ingår i släktet Ocyptamus och familjen blomflugor.
Artens utbredningsområde är Peru. Inga underarter finns listade i Catalogue of Life.